# Emilio Fernández
Emilio Fernández Romo (Mineral del Hondo, 26 maart 1904 – Mexico, 6 augustus 1986) was een Mexicaans regisseur en acteur.
Fernández nam deel aan de opstand van Adolfo de la Huerta. Na het mislukken van de opstand, vluchtte hij samen met De la Huerta naar Los Angeles. Daar ging hij als figurant aan de slag in Hollywood. Bij zijn terugkeer naar Mexico ging hij als acteur en scenarioschrijver werken. In 1941 maakte hij met La isla de la pasión zijn regiedebuut. Zijn film María Candelaria (1944) won in 1946 de Gouden Palm op het Filmfestival van Cannes. Als acteur werd Fernández internationaal bekend met zijn rol in de western The Wild Bunch (1969) van Sam Peckinpah. In 1927 poseerde hij voor ontwerper Cedric Gibbons voor het beeldje van de Oscar.

## Filmografie (selectie)
- 1934: Cruz diablo (regisseur)
- 1943: Flor silvestre (regisseur)
- 1943: Río escondido (regisseur)
- 1944: María Candelaria (regisseur)
- 1945: Las abandonadas (regisseur)
- 1947: The Fugitive (coregisseur)
- 1953: La red (regisseur)
- 1964: The Night of the Iguana (acteur)
- 1969: The Wild Bunch (acteur)
- 1969: Return of the Seven (acteur)
- 1973: Bring Me the Head of Alfredo Garcia (acteur)
- 1983: Ahora mis pistolas hablan (acteur)
- 1984: Under the Volcano (acteur)